# Liste de catastrophes naturelles en 2012
Cet article contient une liste des catastrophes naturelles meurtrières survenues en 2012.

## Janvier
- 1er janvier : Japon : tremblement de terre à Tokyo de magnitude 7.
- 1er janvier : cyclone Thane en Inde et au Sri Lanka, environ 42 morts et des inondations faisant 5 morts.
- 2 janvier : Madagascar : Une tornade F1 frappe Madagascar faisant près de 500 sans abris.
- 4 janvier : Le volcan Etna entre une nouvelle fois en éruption, faisant des dégâts mineurs.
- Du 1er au 5 janvier : tempête Ulli et vents violents jusqu'à 175 km/h en Europe, environ 2 morts.
- 5 janvier: Une partie de la tempête Ulli, (ou voir tempête Andrea), touche principalement les régions d'Alsace, Bade et Suisse, mais aussi le nord de la France et le Benelux, accompagnée de grêle, d'orages et de vents très forts faisant 3 morts.
- 6 janvier : Indonésie : Éruption du volcan Lewoto, faisant 500 sans abris et 1 mort.
- 6 janvier : République dominicaine : Séisme de magnitude 5,3 faisant de gros dégâts et des blessés graves.
- 8 janvier : Inde : Une tornade fait 1 mort dans l'est de l'Inde.
- 10 janvier : Chine : Séisme de magnitude 5 fait 21 000 sans abris et déplacés[1].
- 11 janvier : Madagascar : Un cyclone nommé Chanda fait 1 mort et de nombreux dégâts.
- 12 janvier : États-Unis : Série de tornades en Caroline du Nord, faisant une dizaine de morts.

## Février
- Durant deux semaines (du 31 janvier au 13 février) une vague de froid frappe l'Europe et le nord de l'Algérie faisant plus de 500 morts.
- 6 février : Philippines : Un séisme de magnitude 6,2 (lui-même réplique d'un séisme de magnitude 6,8) fait 29 morts, principalement à Guihulngan, sur l'île de Negros[2].

## Juin
- 24 juin : Chine : Un tremblement de terre de 5,5 à la frontière des provinces de Yunnan et Sichuan fait 4 morts et plus de 100 blessés[3].

## Juillet
- 8 juillet : États-Unis : Une canicule dans le Midwest et l'est des États-Unis fait 42 morts lors de la première semaine du mois de juillet[4].
- 12 juillet : Japon : Des pluies torrentielles et glissements de terrain font plusieurs victimes sur l'île méridionale de Kyushu.  Bilan provisoire : 24 morts et 5500 personnes cernées par les eaux[5].

## Août
- Juillet/août : Philippines : Des pluies de mousson diluviennes s'abattent sur les Philippines, et particulièrement Manille[6], durant plusieurs semaines, provoquant de très importantes inondations affectant des millions de personnes, et causant la mort de plusieurs dizaines d'entre elles[7].
- 11 août : Iran : Deux séismes de fortes intensités (magnitudes supérieures à 6 sur l'échelle de Richter) frappent à quelques minutes d’intervalle le nord-ouest de l'Iran[8] provoquant des dégâts considérables et plusieurs milliers de victimes (blessées ou décédées)[9].

## Septembre
- 7 septembre : Chine : Un séisme de 5,6 dans le sud-ouest de la Chine fait 80 morts et plus de 820 blessés[10].
- 23 septembre : Népal : Une avalanche sur le Mont Manaslu dans le massif de l'Himalaya fait 9 morts dont 4 Français et 1 Québécois[11].

## Octobre
- 4 octobre : Chine : 19 enfants sont tués dans un glissement de terrain dans le village de Zhenhe (province du Yunnan)[12].
- 25-30 octobre : Bahamas, Canada, Cuba, États-Unis, Haïti, Jamaïque, République dominicaine : L'ouragan Sandy fait au moins 2 morts aux Bahamas, 2 morts au Canada[13],[14], 11 morts à Cuba[15], 131 morts aux États-Unis[16], plus de 100 morts en Haïti[17], 2 morts en République Dominicaine[18] et 1 mort en Jamaïque.

- 26 octobre : France, dans le Var, une crue soudaine provoque la mort de deux personnes[19].

## Décembre
- 5 décembre : Philippines : Le typhon Bopha fait au moins 546 morts aux Philippines[20].